# Fudžajra (emirát)
Fudžajra (arabsky الفجيرة, al-fuǧayrah) je jedním ze sedmi emirátů, tvořících Spojené arabské emiráty. Nachází se na jejich východě, u hranic s Ománem.
Má rozlohu 1 150 km2 a asi 130 000 obyvatel, kteří hlavně žijí ve stejnojmenném hlavním městě. Území emirátu je převážně hornaté.
Roku 1902 se emirát stal britským protektorátem a roku 1971 se stal součástí Spojených arabských emirátů.
Emirát je absolutistickou monarchií, takže veškerou moc má emír Hamad bin Mohammed Al Sharqi, který vládne od roku 1974. Vládu tvoří emír a členové jeho rodiny, přičemž několik členů místních významných rodin má poradní hlas. Emír oznamuje svá rozhodnutí vládě a po jejich přijetí se stávají zákonem. Prakticky není rozdíl mezi emírovým soukromým majetkem a státním majetkem. Jako právo je uplatňována šaría, včetně veřejného bičování za různé prohřešky.
Ekonomicky země závisí na dotacích z federace. Místní průmysl je zejména stavebnictví, turismus a existuje zde bezcelní zóna. Dalšími ekonomickými aktivitami je rybolov a zemědělství, které je umožněno relativně vysokým úhrnem srážek z pohoří Hadžar. 

## Správní členění
Emirát se člení na dvě obce:
- Fudžajra
- Diba al-Fudžajra

## Obyvatelstvo
Vývoj počtu obyvatel a hustoty zalidnění zachycuje tabulka:
| rok  | způsob  | počet obyvatel | hustota zalidnění |
| ---- | ------- | -------------- | ----------------- |
| 1980 | sčítání | 32 189         | 27,6              |
| 1985 | sčítání | 43 753         | 37,6              |
| 1995 | sčítání | 76 180         | 65,4              |
| 2005 | sčítání | 125 698        | 107,9             |
| 2010 | odhad   | 163 751        | 140,6             |
| 2013 | odhad   | 192 190        | 165,0             |

## Poštovní známky
Od roku 1964 vydával emirát poštovní známky označené "Fujeira". Přes nevyjasněnou poštovní funkci některých emisí odborníci tyto známky do katalogů zařadili. Celkové množství vydaných známek je 784 a 18 služebních, přičemž se jednalo o typické obchodně filatelistické emise, zoubkované i nezoubkované a přibližně třetina známek byla leteckých. Známky vycházely do roku 1973.